# Loutrophoros

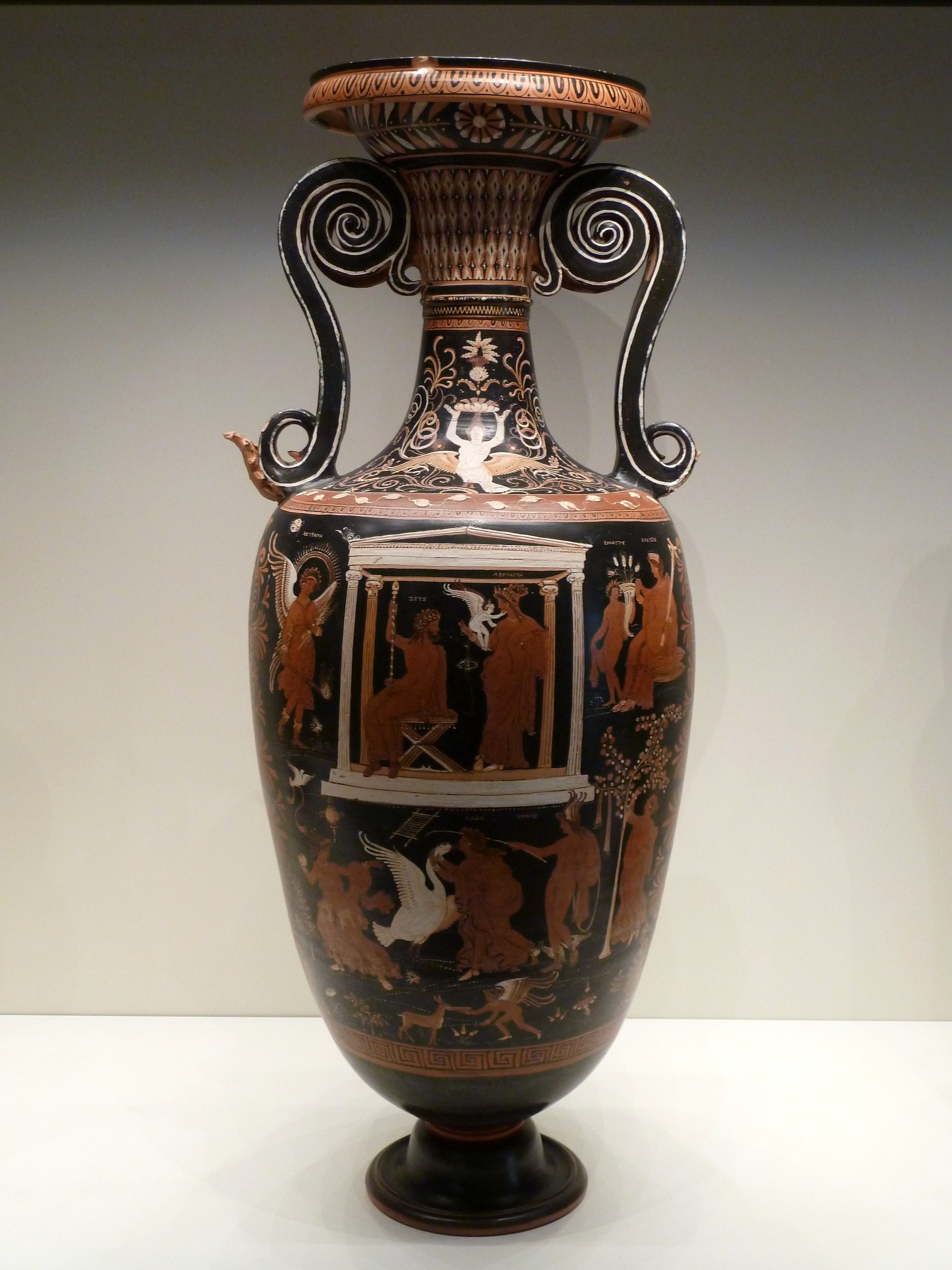
loutrophoros

Een loutrophoros is een bepaalde variant van het Oud-Grieks aardewerk. Het was een grote kruik, die gebruikt werd om badwater aan te dragen. Daar ze zo groot en meestal zo uitvoerig versierd was, diende ze meestal als geschenk.
Bij ongehuwden werden de vazen in de Oudheid op het graf geplaatst, zoals te zien is op de Kerameikos, Athene.